# Saint-Louis-lès-Bitche
Saint-Louis-lès-Bitche là một xã trong vùng Grand Est, thuộc tỉnh Moselle, quận Sarreguemines, tổng Bitche. Tọa độ địa lý của xã là 48° 59' vĩ độ bắc, 07° 21' kinh độ đông. Saint-Louis-lès-Bitche nằm trên độ cao trung bình là 330 mét trên mực nước biển, có điểm thấp nhất là 256 mét và điểm cao nhất là 403 mét. Dân số vào thời điểm 1999 là 634 người.

## Thông tin nhân khẩu
| 1852 | 1900 | 1982 |
| ---- | ---- | ---- |
| 727  | 807  | 677  |